# 12374 Ракат
12374 Ракат (12374 Rakhat) — астероїд головного поясу, відкритий 15 травня 1994 року.
Тіссеранів параметр щодо Юпітера — 3,356.